# Pludual
Pludual [plydɥal] (bretonisch: Plual) ist eine französische Gemeinde mit 737 Einwohnern (Stand: 1. Januar 2022) im Département Côtes-d’Armor in der Region Bretagne.

## Geographie
Die Gemeinde liegt etwa acht Kilometer von der Atlantikküste entfernt. Das Gemeindegebiet wird im Südwesten vom Fluss Kerguidoué tangiert. Umgeben wird Pludual von der Gemeinde Pléhédel im Norden, von Plouha im Osten, von Lanvollon und Lannebert im Süden und von Tréméven im Westen.

## Bevölkerungsentwicklung
| 1962 | 1968 | 1975 | 1982 | 1990 | 1999 | 2008 | 2012 |
| 753  | 647  | 513  | 473  | 429  | 461  | 684  | 747  |